# Denis-Simon de Marquemont
Denis-Simon de Marquemont (Parigi, 30 settembre 1572 – Roma, 16 settembre 1626) è stato un cardinale e arcivescovo cattolico francese.

## Biografia
Nato da una famiglia della piccola aristocrazia francese, si addottorò in utroque iure studiando presso le Università di Parigi e Angers e venne avviato alla carriera ecclesiastica: ricevuta la tonsura, divenne segretario del vescovo di Évreux Jacques-Davy du Perron, ambasciatore di Francia presso la Santa Sede, e lo seguì a Roma; rimase in Italia come consigliere del nuovo ambasciatore francese, il duca di Lussemburgo.
Sacerdote dal 1603, fu uditore del tribunale della Rota Romana e poi ambasciatore permanente presso papa Paolo V: si occupò, tra l'altro, di negoziare il matrimonio di Enrico IV con Maria de' Medici.
Venne eletto arcivescovo di Lione e ricevette la consacrazione l'11 novembre 1612 in San Luigi dei Francesi. Fu in stretti rapporti con il vescovo di Ginevra, Francesco di Sales, che dietro suo suggerimento modificò le costituzioni delle Visitandine rendendole monache di clausura.
Nel concistoro del 19 gennaio 1626, quando de Marquemont era ormai affetto da un male incurabile, papa Urbano VIII lo creò cardinale prete del titolo di Santissima Trinità al Monte Pincio: morì il 16 settembre e fu sepolto nella sua chiesa titolare.

## Genealogia episcopale e successione apostolica
La genealogia episcopale è:
- Vescovo Gerolamo Ragazzoni
- Cardinale François de La Rochefoucauld
- Cardinale Denis-Simon de Marquemont

La successione apostolica è:
- Vescovo Charles de Haqueville (1619)
- Vescovo Filippo Benedetto de Sio, O.F.M.Conv. (1623)
- Vescovo Tommaso Bonsi (1626)
- Vescovo Henri de Sponde (1626)